# Perlez, Banatul Central
Perlez (Перлез, în maghiară Perlasz, în română Perlas) este un sat situat în partea de nord-vest a Serbiei, în Voivodina. Aparține administrativ de comuna Becicherecu Mare (Zrenjanin). La recensământul din 2002 localitatea avea 3.818 locuitori.

## Personalități
- Otto Alscher, scriitor de limba germană